# Carola (dogaressa)
Carola var en dogaressa av Venedig, gift med Venedigs doge Obelario Antenorio (regerande 804–811). Hon betraktas som den första makan till en doge som hade titeln dogaressa, med åtföljande ställning som statens första dam och representativa position.
Carola var ursprungligen en frankisk grevinna. Hon var hovdam hos Karl den stores kejsarinna när Antenorio mötte henne då han med sin bror Beato besökte det frankiska hovet i Aachen. Karl den store gav sitt tillstånd och förklarade sin vänskap och sitt beskydd för Republiken Venedig. Carola skall ha haft en stark vilja och energi samt en förmåga att skapa en känsla av respekt och lydnad hos andra. Hon ogillades i viss mån på grund av det frankiska inflytande hon representerade. Carolas svåger Beato skall ha deltagit i en intrig, där han förhandlade fram ett äktenskap med en prinsessa av Bysans och sig själv i ett försök att ersätta Obelario och Carola med sig själv och prinsessan Cassandra med bysantinskt stöd. När Cassandra anlände till Venedig försökte Carola bryta äktenskapsalliansen genom att uppmuntra Cassandra att begå äktenskapsbrott med hennes yngste svåger Valentino, något som också skall ha lyckats. Enligt legenden blev dock även Carola förälskad i Valentino. År 809 visade sig en bysantinsk flotta utanför Venedig, och Obelario skall då han uppfattat den som hotfull bett om frankisk hjälp mot den. Detta uppfattades av Bysans som en provokation, något som ledde till att Obelario, Carola, Beato och Cassandra alla tillfångatogs och fördes till Konstantinopel, där de avled.